# Akdital
Akdital S.A. ist ein marokkanisches Unternehmen mit Sitz in Casablanca. Es ist einer der größten privaten Betreiber von Gesundheitseinrichtungen und Kliniken in Marokko. Die Gesellschaft betreibt (Stand 2024) 16 Kliniken mit ca. 2.400 Betten in allen größeren Städten Marokkos. Sie bietet in erster Linie medizinische, chirurgische, onkologische und pädiatrische Pflegedienste an und deckt 15 % des marokkanischen Gesundheitswesens ab.
Die Aktien sind an der Bourse de Casablanca notiert und sowohl Teil des Moroccan All Shares Index (MASI) als auch seit dem 12. November 2024 des MASI 20, dem Index der 20 meistgehandelten Unternehmen.

## Geschichte
Akdital wurde 2011 von Rochdi Talib und seiner Frau Fatima Akdim gegründet. Der Name der Gruppe setzt sich zusammen aus den ersten Buchstaben der Namen des Paares Akdim und Talib (Akdi-Tal). Rochdi Talib ist heute (Stand 2024) noch Vorstandsvorsitzender der Gesellschaft und hält 12,63 % der Aktien, seine Frau Fatima Akdim 9,47 %.
Die erste Klinik, die er gründete, war die Jerrada Oasis Klinik. Im Jahr 2015 wurde von der marokkanischen Regierung ein Gesetz verabschiedet, das den Sektor der Privatkliniken liberalisierte. Es war nicht mehr notwendig, ein Doktor der Medizin und bei der Ärztekammer registriert zu sein, um eine Privatklinik betreiben zu dürfen. Dieses Vorhaben wurde in der Öffentlichkeit kritisiert, da befürchtet wurde, dass die privaten Kliniken sich nur auf profitable Verfahren konzentrieren würden, für eine wohlhabende Bevölkerung, die oft in Städten lebt, zum Nachteil der Bevölkerung, die weit von den Gesundheitszentren entfernt ist, und insbesondere der ärmeren Teil der Bevölkerung. Am 14. Dezember wurde der Börsengang an der Bourse de Casablanca durchgeführt.